# Jerzy Miączyński
Jerzy Michał Miączyński herbu Suchekomnaty (ur. 24 kwietnia 1896 w Satyjowie na Wołyniu, zm. 4 lutego 1941 w KL Auschwitz) – doktor praw, wiceburmistrz Jarosławia w okresie międzywojennym. Hrabia cesarstwa

## Życiorys
Syn Antoniego Miączyńskiego oraz Julii Trzeciak h. Sas, brat Jana Antoniego Miączyńskiego, historyka sztuki.
Od 1918 służył w 8 Pułku Ułanów Księcia Józefa Poniatowskiego rozpoczynając swą służbę od szeregowego, zwolniony wraz z redukcją wojsk. Był uczestnikiem walk 1920 odznaczony m.in. dyplomem Obrońcy Lwowa, uczestnik wojny polsko-bolszewickiej. W 1922 został zweryfikowany w stopniu podporucznika ze starszeństwem z dniem 1 lipca 1920 i 23. lokatą w korpusie oficerów rezerwowych jazdy. W 1923 był oficerem rezerwy 2 pułku strzelców konnych w Hrubieszowie. Na porucznika awansował ze starszeństwem z dniem  2 stycznia 1932 i 43 lokatą w korpusie oficerów rezerwy kawalerii. W 1934 pozostawał w ewidencji Powiatowej Komendy Uzupełnień w Łucku i posiadał przydział mobilizacyjny do 21 pułku Ułanów Nadwiślańskich w Równem.
W maju 1940 w Jarosławiu został aresztowany. Do niemieckiego obozu koncentracyjnego Auschwitz przywieziono go w transporcie 413 mężczyzn z więzień w Tarnowie i Krakowie. W obozie został zarejestrowany jako więzień pod numerem 3391. Przebywał m.in. w bloku 2. W dniu 2(4).2.1941 zginął w obozie koncentracyjnym Auschwitz. Urnę z prochami otrzymanymi z Auschwitz rodzina pochowała na cmentarzu Rakowickim w Krakowie.
Ojciec Jerzego Stanisława hr. Miączyńskiego (ur. 1924).